# Fondazione Monte dei Paschi di Siena
La Fondazione Monte dei Paschi di Siena (FMPS) è una fondazione bancaria fondata a Siena, costituita con decreto del Ministero del Tesoro del 28 agosto 1995 in tale data, in seguito alla legge che imponeva la costituzione di fondazioni bancarie per separare la proprietà pubblica dalla gestione. La fondazione conferì l'ex Istituto di credito di diritto pubblico nella nuova società appositamente costituita Banca Monte dei Paschi di Siena SpA. La fondazione ha sede a Palazzo Sansedoni, affacciato su Piazza del Campo a Siena.

## Storia
La Fondazione è stata costituita nel 1995 ed ha iniziato la sua operatività nel 1996. Nel corso dei suoi primi 15 anni di attività (1996-2010), grazie agli utili ricevuti dalla partecipazione nella Banca Monte dei Paschi di Siena (di cui deteneva alla fine del 1999 circa il 72%), ha erogato circa 1600 € milioni, di cui circa 1300 € milioni nella provincia di Siena.
Dal momento in cui lo statuto è stato approvato, l'8 maggio del 2001, la fondazione ha assunto personalità giuridica privata senza fine di lucro.
Nel 2001 viene nominato presidente della Fondazione Monte dei Paschi di Siena Giuseppe Mussari, fino al 2006, quando diviene presidente del CDA della Banca Monte dei Paschi. Dal 9 maggio 2006 è Presidente della Fondazione MPS Gabriello Mancini. Il 3 settembre 2013 viene nominata presidente Antonella Mansi, già presidente di Confindustria Toscana. Del 18 maggio 2014 l'annuncio della presidente di non ricandidarsi per il mandato successivo.  In data 11 agosto 2014 viene nominato, insieme al rinnovo della Deputazione Amministratrice e del Collegio dei Sindaci della Fondazione, il nuovo presidente: Marcello Clarich.
| Partecipazioni in                   | 31/12/2017 | 31/12/2016 | 31/12/2015 | 31/12/2014 | 31/12/2013 | 31/12/2012 | 31/12/2011 |
| ----------------------------------- | ---------- | ---------- | ---------- | ---------- | ---------- | ---------- | ---------- |
| Banca Monte dei Paschi di Siena     | 0,003%     | 0,10%      | 1,49%      | 2,50%      | 33,5%      | 34,94%     | 45,76%     |
| Vernice Progetti Culturali Srl      | 100%       | -          | -          | -          | -          | -          | -          |
| Biofund SRL                         | 95%        | -          | -          | -          | -          | -          | -          |
| Fises SRL                           | 58,67%     | -          | -          | -          | -          | -          | -          |
| Treccani S.P.A.                     | 6,18%      | -          | -          | -          | -          | -          | -          |
| Sator S.P.A                         | 1,13%      | -          | -          | -          | -          | -          | -          |
| Siena Biotech SpA (in liqudiazione) | 100%       | -          | -          | -          | -          | -          | -          |
| Casalboccone (in liquidazione)      | 67,06%     | -          | -          | -          | -          | -          | -          |

## Attività
La Fondazione nata per essere proprietaria della banca senese, ha posseduto la maggioranza assoluta delle azioni del Monte dei Paschi di Siena per più di due decenni, fino al 2012, potendo in questo modo nominare gran parte del consiglio di amministrazione della banca, compreso il presidente e l'amministratore delegato. La proprietà della banca, grazie ai dividendi incassati annualmente, ha permesso alla Fondazione di elargire circa 30 milioni €/anno al territorio senese, compresa l'Università degli Studi di Siena (per confronto, il comune di Siena ha un bilancio di circa 100 M€).
Nel secondo decennio degli anni duemila, invece, in seguito a decisioni quali l'acquisto di Banca Antonveneta e alcuni derivati, e alla crisi economica, la banca ha fortemente ridotto utili e valore di Borsa e la Fondazione è stata costretta a vendere parte delle azioni a compensazione dei debiti e poi a consentire l'apporto di capitale da altri soggetti, perdendo il controllo della banca. A partire dal mandato di Mansi, la quota detenuta in Banca MPS è scesa dal 33,5% al quasi azzeramento nel 2017: al 2,5% nel 2014, all'1,5% nel 2015 e al solo lo 0,10% dopo la ricapitalizzazione statale del 2017..
È stato calcolato che, in seguito all'acquisizione nel 2008 di Antonveneta, l'origine di tutti i guai, la Fondazione Mps ha bruciato un patrimonio di 7 miliardi.
Altre partecipazioni della Fondazione sono la Biofund Spa, Vernice Progetti Culturali e Sansedoni immobiliare. Il Presidente della Fondazione, per statuto della Fondazione Accademia Chigiana di Siena fa parte del suo CDA.